# CONCACAF Women’s Championship 1993
Die zweite CONCACAF Women’s Championship wurde in der Zeit vom 4. bis 8. August 1993 auf Long Island (USA) ausgetragen. Sieger wurde erneut die USA, die auch dieses Mal ohne Gegentor blieben. Mit Neuseeland wurde eine Gastmannschaft eingeladen, die prompt den zweiten Platz belegte. Aufgrund der hohen Leistungsunterschiede nahmen dieses Mal nur vier Nationen am Turnier teil.

## Modus
Jede der vier Endrundenteilnehmer spielte einmal gegen jede andere Mannschaft. Die punktbeste Mannschaft ist Sieger.

## Teilnehmer
Es gab keine Qualifikationsspiele. Alle vier gemeldeten Mannschaften nahmen direkt am Endrundenturnier auf Long Island (USA) teil.
- Kanada
- Neuseeland (Gastmannschaft)
- Trinidad und Tobago
- USA (Ausrichter, Titelverteidiger)

## Das Turnier
| Pl. | Land                | Sp. | S | U | N | Tore    | Diff. | Punkte |
| --- | ------------------- | --- | - | - | - | ------- | ----- | ------ |
| 1.  | USA                 | 3   | 3 | 0 | 0 | 013:000 | +13   | 06     |
| 2.  | Neuseeland          | 3   | 1 | 0 | 2 | 007:300 | +4    | 02     |
| 3.  | Kanada              | 3   | 1 | 0 | 2 | 004:100 | +3    | 02     |
| 4.  | Trinidad und Tobago | 3   | 0 | 0 | 3 | 000:200 | −20   | 0      |

|                |   |                     |     |
| 4. August 1993 |   |                     |     |
| Kanada         | – | Trinidad und Tobago | 4:0 |
| USA            | – | Neuseeland          | 3:0 |
| 6. August 1993 |   |                     |     |
| Kanada         | – | Neuseeland          | 0:0 |
| USA            | – | Trinidad und Tobago | 9:0 |
| 8. August 1993 |   |                     |     |
| Neuseeland     | – | Trinidad und Tobago | 7:0 |
| USA            | – | Kanada              | 1:0 |